# Stu Griffing
Stuart Lane "Stu" Griffing (ur. 9 listopada 1926 w New Haven, zm. 20 grudnia 2021 w Cincinnati) – amerykański wioślarz, brązowy medalista olimpijski.
Wystąpił na igrzyskach olimpijskich w Londynie w 1948, gdzie osada USA w składzie: Fred Kingsbury, Stu Griffing, Greg Gates i Bob Perew wywalczyła brązowy medal w czwórkach bez sternika. W finale o 8,7 przegrali z Włochami, a o 4,2 sekundy szybsza była osada Danii. Był to jego jedyny start olimpijski.
Kształcił się na Uniwersytecie Yale. Przed studiami zaciągnął się do wojska, służąc w trakcie II wojny światowej.